# Vitus Börner
Vitus Börner, född i Mecklenburg, död 1600, var en svensk präst.

## Biografi
Vitus Börner föddes i Mecklenburg. Han var hovpredikant hos prinsessan Elisabet av Sverige och blev 7 januari 1596 kyrkoherde i Tyska S:ta Gertruds församling i Stockholm, tillträdde i juni 1596. År 1599 avsade han sig tjänsten som kyrkoherden två gånger, men kvarstod till sin död 1600.